# Dai Jinhua
Dai Jinhua 戴锦华 (Pequín, 1959) és Catedràtica a la Universitat de Pequín. També és investigadora i crítica als àmbits del cinema xinès, la cultura popular de masses i els estudis de gènere. És una de les pioneres en l'estudi i la teorització del feminisme a la Xina i en l'àmbit dels estudis culturals. Ha realitzat estades acadèmiques e impartit cursos i conferències en nombroses universitats dins i fora de la Xina.

## Biografia
Nascuda el 1959, es va graduar a la Universitat de Pequín el 1982. Entre el 1987 i el 1993 va donar classes a l'Acadèmia del Cinema de Pequín. El 1993 va començar a col·laborar com a professora associada amb la Universitat de Pequín, i el 1997 esdevindria professora titular. El mateix any, va fundar el primer centre d'investigació de Literatura Comparada de la Xina. És directora del Centre d'Investigació Cinematogràfica i Cultural de la seva universitat des de 2008. Ha publicat setze llibres i un centenar d'articles acadèmics. Entre els seus llibres, destaquen Trencar la ciutat de miralls: dona, cinema i literatura (Editorial Zuojia, 1995); Escriptura invisible: estudi de la cultura xinesa dels anys 90 (Editorial Popular de Jiangsu, 1999); i, traduïts a l'anglès, Cinema and Desire: Feminist Marxism and Cultural Politics in the Work of Dai Jinhua (Verso, 1999) i After the Post-Cold War: The Future of Chinese History (Duke University Press, 2018). Les seves obres han estat traduïdes a l'anglès, francès, alemany, italià, espanyol, japonès i coreà. També col·labora amb la Universitat Estatal d'Ohio i amb la Universitat de Lingnan.

## Pensament
Dai Jinhua és coneguda per la seva crítica a l'orientalisme d'alguns directors de cinema de la considerada cinquena onada del cinema de la Xina, com Zhang Yimou i Chen Kaige. Segons Dai, la imatgeria històrica de les seves pel·lícules tendeix a produir "paisatges orientals" ideats i produïts per rebre el reconeixement i premis dels Festivals de Cinema d'Occident. A més a més, ha escrit extensament sobre la representació de les dones al cinema xinès. Ha analitzat, per exemple, com es tracta el tema del gènere en la figura de Hua Mulan (una dona es fa passar per un home per unir-se a l'exèrcit per substituir el seu pare), i com figures com la cultura drag poden ser interpretades com a eines subversives del patriarcat, però a l'hora també es poden fer servir per reforçar-lo.
L'obra de Dai és crítica amb el capitalisme. L'autora sosté que la seva hegemonia ha tancat les imaginacions de futur que obria el socialisme, malgrat totes les contradiccions que el van caracteritzar, i planteja que la Xina ha d'imaginar un futur alternatiu que faci front al context actual.

## Obra destacada
- 《蒙面骑士–墨西哥副司令马科斯文集》(Masked Rider: The Writings of Subcomandante Marcos), 2006
- 《性别中国》(Gendering China). Taipei: Rye Field, 2005.
- Cinema and Desire: Feminist Marxism and Cultural Politics in the Work of Dai Jinhua, eds. Jing Wang and Tani E. Barlow. London: Verso, 2002.
- 《镜城突围》(Breaking Out of the Mirror City). Beijing: China National Press, 1995.
- 《隐形书写–90年代中国文化研究》(Invisible Writing: Cultural Studies in China in the 1990s), Nanjing: Jiangsu People’s Press, 1999.
- 《犹在镜中–戴锦华访谈录》(Through a Glass Darkly: Interviews with Dai Jinhua), Beijing: Knowledge Press, 1999. Translated into Korean, Seoul: BreenBee, 2009.